# Studenitsite
La studenitsite è un minerale.